# Funkcija kiselosti
Funkcija kiselosti je funkcija koja meri termodinamičku sposobnost rastvarača/supstance da se proton primi ili otpusti, ili neko blisko termodinamičko svojstvo. Funkcija kiselosti nije jedinstveno svojstvo rastvora, već zavisi od rastvorene supstance. Najčešće korišćene funkcije kiselosti odnose se na koncentrovane rastvore kiselina i baza.